# Nora Markwalder
Nora Markwalder (* 1981 in Lübeck) ist eine Schweizer Rechtswissenschaftlerin. Seit 2023 ist sie ordentliche Professorin für Strafrecht, Strafprozessrecht und Kriminologie unter besonderer Berücksichtigung des Wirtschaftsrechts an der Universität St. Gallen.

## Werdegang
Nora Markwalder wurde 1981 in Lübeck geboren. Von 1988 bis 2000 besuchte sie die Primar- und Mittelschule in St. Gallen. Anschliessend studierte sie bis 2005 an der Universität Lausanne Jurisprudenz. Das Studium der Rechtswissenschaft schloss sie 2005 mit dem Lizentiat der Rechtswissenschaften ab. Danach absolvierte sie ein Zweitstudium am Institut für Kriminalistik und Kriminologie der Universität Lausanne, das sie 2007 mit dem Mastertitel abschloss. Gleichzeitig nutzte sie die Mobilitätsmöglichkeiten dieses Studiums, um zwei Semester am College of Criminal Justice der Sam Houston State University in Huntsville, zu studieren. Von 2007 bis 2012 arbeitete sie als wissenschaftliche Assistentin am Lehrstuhl für Strafrecht, Strafprozessrecht und Kriminologie von Professor Martin Killias an der Universität Zürich. Hier doktorierte sie 2012 mit der Bestnote. Im Anschluss war sie als Gerichtsschreiberin am Bezirksgericht Dielsdorf tätig. 2014 erlangte sie das Anwaltspatent des Kantons Zürich. Seit dem 1. August 2023 ist Nora Markwalder ordentliche Professorin für Strafrecht, Strafprozessrecht und Kriminologie an der Universität St. Gallen.

## Forschungsschwerpunkte
Nora Markwalder spezialisierte sich in Strafrecht, Strafprozessrecht und Kriminologie. Sie forschte im Bereich der Wirkung von Gesetzen zur Registrierung und Meldung von Sexualstraftätern, untersuchte Raubmorde und andere Tötungsdelikte und Gewalt an Frauen in der Schweiz.

## Wichtige Publikationen (Auswahl)
- Nora Markwalder: Sex offender registration and notification laws in the United States of America : an examination of their impact regarding federal rape rates. Hochschulschrift, Lausanne:  Institut de Criminologie et de Droit Pénal, 2007
- Nora Markwalder: Robbery Homicide. A Swiss and International Perspective. Schulthess Juristische Medien AG, Zürich - Basel - Genf 2012, ISBN 978-3-7255-6500-9.
- Nora Markwalder und Monika Simmler: Die Polizei als Opfer: Prävalenz, Tätermerkmale und situative Erklärungsansätze. In: Neue Zeitschrift für Kriminologie und Kriminalpolitik. Band 31, 2020.